# Дубисский договор
Дуби́сский догово́р — договор, состоявший из трех правовых актов, сформулированных 31 октября 1382 года великим князем литовским Ягайло, его братом Скиргайло и маршалом Тевтонского ордена Конрадом фон Валленродом. В течение гражданской войны в Великом княжестве Литовском тевтонские рыцари помогли Ягайло и Скиргайло победить их дядю Кейстута и его сына Витовта. Настаивая на выполнении обещаний, данных Ягайло во время войны, крестоносцы начали переговоры о заключении двухстороннего соглашения. Акты были подписаны после шестидневных переговоров на острове в устье реки Дубисы. Договор не был ратифицирован и так и не вступил в силу. Летом 1383 года боевые действия между Орденом и Великим княжеством Литовским были возобновлены.

## Предыстория
В 1345 году в Великом княжестве Литовском произошёл государственный переворот, в ходе которого было установлено двоевластие князей Ольгерда и его брата Кейстута. Соправление закончилось в 1377 году со смертью Ольгерда, назначившего преемником своего сына Ягайло. Зимой 1378 года Орден организовал крупную военную кампанию против Литвы. Крестоносцы дошли до Берестя и вышли к Припяти. Ливонский орден вторгся в Упитскую землю. Очередная кампания угрожала столице государства — Вильне. Летом 1379 года Скиргайло (родной брат Ягайло) отправился к крестоносцам, чтобы обсудить ситуацию, возможные пути христианизации Литвы. 29 сентября 1379 года в Троках было подписано десятилетнее перемирие. Затем последовали тайные переговоры между Ягайло и крестоносцами в Вильне. Перемирие с Орденом гарантировало безопасность только христианским землям Великого княжества на юге и востоке, тогда как языческие территории на северо-западе оставались под угрозой со стороны крестоносцев.
В феврале 1380 года Ягайло без согласования с Кейстутом заключил пятимесячное перемирие с Ливонским орденом для защиты своих наследственных земель. 31 мая 1380 года Ягайло и великий магистр Тевтонского ордена Винрих фон Книпроде заключили тайный Довидишковский договор. Ягайло и Орден договорились о совместном ненападении. В феврале 1381 года крестоносцы вторглись в земли Кейстута и двинулись в направлении Трок. В это время комтур Остероде Гюнтер Гоенштайн известил Кейстута о тайном договоре с Ягайло.
В конце 1381 года Кейстут во главе войска отправился в Пруссию, но по пути резко повернул к Вильне. Совершенно не готовый к обороне город был с лёгкостью взят, на пути к столице был пленён и Ягайло. В Вильне был обнаружен Довидишковский договор. Витовт был срочно вызван в столицу и, вероятно, содействовал тому, что Кейстут обошёлся с Ягайло весьма мягко. Единственным серьёзным требованием к нему было письменное признание Кейстута великим князем. Ягайло был отпущен, а его вотчинные земли (Крево и Витебск) были ему возвращены. Скиргайло был вынужден бежать в Ливонию, а Андрей Ольгердович смог вернуться в Полоцк, признав власть дяди. Остальные Гедиминовичи также признали Кейстута великим князем. Кейстут возобновил военные действия против крестоносцев.
В мае 1382 года в Вильне вспыхнуло восстание сторонников Ягайло, они овладели городом, весь гарнизон был уничтожен. В конце июня в Литву вторглись крестоносцы под командованием маршала Конрада Гаттенштайна. 6 июля Ягайло заключил с Орденом перемирие в замке Бражуоле до 8 августа. 3 августа армии Кейстута, Витовта и Любарта, с одной стороны, и Ягайло и магистра Ливонского ордена Вильгельма фон Фримерсхайма, с другой, встретились около Трок. В лагерь Кейстута прибыл Скиргайло, который убедил Витовта начать переговоры. Ягайло принял друга детства и обещал ему мир на условиях восстановления статуса-кво на ноябрь 1381 года. Скиргайло вместе с Витовтом направились к Кейстуту и убедили его начать переговоры с Ягайло, дав при этом гарантии безопасности от имени последнего. Переговоры в лагере Ягайло закончились, даже не начавшись: прибывшие Кейстут и Витовт были тут же схвачены и пленены в Кревском замке. Через пять дней (15 августа) прибывший в замок Скиргайло обнаружил Кейстута мёртвым. Ягайло объявил, что Кейстут повесился, однако быстро распространился слух о том, что старый князь был убит.

## Условия
- В первом акте Ягайло обещал креститься (по католическому обряду) и христианизовать Великое Княжество Литовское в христианство в течение четырёх лет[8].
- По второму акту Жемайтия, которая отделяла Орденские владения в Пруссии от его ответвления в Ливонии, передавалась крестоносцам до реки Дубисы[8]. На протяжении всей немецкой агрессии это было впервые, когда Великое княжество отказывалось от Жемайтии в пользу Ордена.
- По третьему акту образовывался военный союз на четыре года — обе стороны пообещали помогать друг другу против общих врагов. Ягайло также согласился не начинать войну без разрешения Ордена[2], что, очевидно, серьёзно ограничивало суверенитет Княжества. Существует мнение, что данное условие устанавливало лорд-вассальные взаимоотношения между Тевтонским орденом и Великим княжеством Литовским[1].

Все три акта (сохранились оригиналы только двух, третий известен только по рукописной копии 1410 года) были подписаны всеми сыновьями Ольгерда и Иулиании Тверской (Ягайло, Скиргайло, Корибутом, Каригайло, Вигандом и Свидригайло) и Ганулом, виленским купцом, который в июне 1382 года открыл городские ворота, дав возможность Ягайло свергнуть Кейстута. Иулиания подписала лишь акт, согласно которому Жемайтия отходила Ордену. Литовские историки Данилевичус и Ёнинас поставили аутентичность этого акта под вопрос, рассматривая его как подделку 1410-х годов, но эта гипотеза не является общераспространённой.

## Провал ратификации
15 августа 1382 года в Кревской тюрьме умер Кейстут (или был убит). Витовту несколькими месяцами ранее удалось скрыться в Ордене, где он просил защиты и помощи. Это дало настаивавшим на ратификации соглашения крестоносцам дополнительный козырь. Пять раз великий магистр назначал дату ратификации, но Ягайло отказывался. Заключительная встреча была назначена на 19 июля 1383 года на том же острове, где проводилась первая встреча. Ягайло прибыл как было условлено, но представители Ордена во главе с великим магистром Конрадом Цёлльнером фон Ротенштайном задержалась около Христмемеля в нескольких милях от назначенного места встречи из-за мелководья Немана.
Через два месяца, когда великий магистр отплыл по Неману, он взял с собой епископов Эрмланда и Помезании, намереваясь крестить Ягайло. Мелководье вынудило его причалить у Христмемеля, где их встретил Скиргайло и объяснил, что Ягайло ждал их за пятнадцать миль от границы.

## Последствия
Не добившись ратификации договора, 30 июля крестоносцы объявили войну Великому княжеству Литовскому. Они крестили Витовта и поддержали его в борьбе против Ягайло. Наконец, летом 1384 года Витовт и Ягайло примирились: Витовт вернул себе отцовские земли (кроме Трок), а Ягайло в 1386 году был коронован как король польский. Точно не известно, почему дипломатические переговоры между Ягайло и крестоносцами провалились. Некоторые утверждают, что Ягайло уже знал о возможности брака с польской королевой Ядвигой и коронации на польский престол. Другие утверждают, что мать Ягайло Иулиания, будучи православной, отказалась креститься в католичество.